# ドディー・スミス
ドディー・スミス（Dodie Smith、1896年5月3日 - 1990年11月24日）は、イギリス出身の女性作家である。

## 経歴
1896年5月3日、ランカシャーのホワイトフィールドで生まれる。
1914年にセント・ポール女子学院を卒業した。女優・実業家・劇作家として活躍した後、1938年から1952年までアメリカに渡り、児童文学作品やハリウッド映画の脚本などを手掛ける。なお、自らの小説を多数映画化したことでもあり、ウォルト・ディズニー・プロダクションが製作したアニメーション映画『101匹わんちゃん』が知られている。
1990年11月24日、エセックス県のアトルズフォード市で死去。享年94歳。

## 主な作品
- 『カサンドラの城』（I Capture the Castle, 1949年）
  - 石田英子/訳、朔北社、2002年12月発行、ISBN 4-931284-93-0
- 『ダルメシアン 100と1ぴきの犬の物語』（The Hundred and One Dalmatians, 1956年）
  - 熊谷鉱司/訳、文溪堂、1996年11月発行、ISBN 4-89423-157-3
- 『続・ダルメシアン 100と1ぴきの犬の冒険』（The Starlight Barking, 1967年）
  - 熊谷鉱司/訳、文溪堂、1997年5月発行、ISBN 4-89423-182-4
- 『真夜中の子ネコ』（The Midnight Kittens, 1978年）
  - 水間千恵/訳、文溪堂、2008年12月発行、ISBN 978-4-89423-613-4